# Анрі Омон
Анрі Огюст Омон (нар. 15 вересня 1857 в Евре — пом. 9 грудня 1940 в Парижі) — французький бібліотекар, філолог і еллініст.

## З біографії
Анрі Омон навчався в Національній школі хартій, яку закінчив у 1881 році як архівіст-палеограф із дисертацією De la ponctuation. Спочатку він працював у Національній бібліотеці Франції реставратором у відділі рукописів. Пізніше він став генеральним інспектором бібліотек. Він брав участь у редагуванні «Загальний каталог рукописів у французьких публічних бібліотеках» («Catalog général des manuscrits des bibliothèques publiques de France») для Алансона, Авранша та Лув'є). Водночас він керував дослідженнями давніх бібліотек та історії друкарства.
Омон також читав лекції в Національній школі хартій і був членом Товариства антикварів Франції. Зрештою, у 1900 році його обрали членом Академії написів та красного письменства, де він замінив на цій посаді Артура Жірі. З 1900 по 1921 рік він був президентом Товариства вільного сільського господарства, наук, мистецтв та красного письменства Європи.
Приватна бібліотека, яка залишилася у його вдови після смерті Омона, була продана Католицькому університету Лувена в 1948 році для заміни власних колекцій, знищених під час Другої світової війни.

## Публікації
Бібліографія праць Омона містить 1108 записів до 1933 року, включаючи:
- Notes sur les manuscrits grecs du British Museum, In: Bibliothèque de l’École des chartes 45 (1884), S. 314—350.
- L’édition princeps de Denys d'Halicarnasse. In: Zentralblatt für Bibliothekswesen, Jg. 3, 1886, S. 221—222 (online).
- Catalogue des manuscrits grecs des Bibliothèques de Suisse. In: Zentralblatt für Bibliothekswesen, Jg. 3, 1886, S. 385—451 (online)
- Catalogue des manuscrits grecs des bibliothèques publiques des Pay-Bas (Leyde exceptée). In: Zentralblatt für Bibliothekswesen, Jg. 4, 1887, S. 185—213 (online).
- Facsimilés des plus anciens manuscrits grecs de la Bibliothèque nationale du XVe et XVIe siècle, Paris, 1891.
- Facsimilés des plus anciens manuscrits grecs de la Bibliothèque nationale du IXe au XIVe siècele, Paris, 1892.
- Notice sur un très ancien manuscrit grec en onciales des Epîtres de Paul, conservé à la Bibliothèque nationale. Paris, 1889.
- Catalogus codicum hagiographicorum graecorum Bibliothecae nationalis (Paris 1896).
- Inventaire sommaire des manuscrits grecs de la Bibliothèque nationale (Paris 1898).
- Psautier illustré (XIIIe siècle): reproduction des 107 miniatures du Manuscrit latin (Paris 1906).
- Un nouveau manuscrit illustré de l'Apocalypse au IXe siècle. Notice du ms. latin nouv. acq. 1132 de la Bibliothèque nationale (1922).
- Nouvelles acquisitions du département des manuscrits de la Bibliothèque nationale pendant les années 1924—1928 (1928).